# Astronomische Standlinie
Als astronomische Standlinie wird ein geometrischer Ort für die eigene Position (geografische Breite und Länge) bezeichnet, der in der Nautik und auf Expeditionen durch Messung des Höhenwinkels von Sternen bestimmt wird.
Von einem genäherten (gegissten) Standort auf der Erdkugel ausgehend, definiert jeder gemessene Stern eine kreisförmige Standlinie, wenn die exakte Zeit bekannt ist. Durch Messung nach zwei Sternen erhält man in deren Schnittpunkt den wahren Ort, durch Messung weiterer Sterne eine Kontrolle.

## Prinzip
Von den drei Raumkoordinaten eines Standorts ist die Höhe normalerweise durch die Lage auf der Meeres- bzw. Erdoberfläche vorgegeben. Die Ortsbestimmung reduziert sich dadurch auf zwei Dimensionen auf der Erdkugel (präziser: dem Erdellipsoid), d. h. auf die Bestimmung der geografischen Breite und Länge. Wegen dieser zwei Ortsunbekannten sind mindestens zwei Höhenmessungen zu Sternen erforderlich.
Jede Messung definiert als geometrischen Ort einen Kreis auf der Erdoberfläche, dessen Zentrum der Bildpunkt des Sterns ist (jener Punkt, wo der Stern genau im Zenit steht). Um den Bildpunkt zu kennen, benötigt man die exakte Zeit, also ein Chronometer. Der Radius des Kreises entspricht der beobachteten Zenitdistanz = 90°-Höhenwinkel. Weil dieser Kreis meist tausende Kilometer Radius hat, kann man ihn in der Nähe des Standorts durch seine Tangente, die Standlinie, ersetzen. Die Lage entlang dieser Linie ist zunächst noch unbekannt. Die Messung eines zweiten Sterns ergibt eine weitere Standlinie; wo sie die erste schneidet, liegt der eigene Standort.

## Anwendungen

### Nautik
Die Messung erfolgt mit einem Marinesextanten, die Zeitnehmung mit einem Chronometer oder einer Digitalstoppuhr.
In der Seefahrtspraxis geht man von einem geschätzten (gegissten) Standort aus, für den man den Höhenwinkel von zwei oder drei Sternen rechnet. Der Vergleich mit der gemessenen Höhe eines jeden Sterns zeigt dann an, um wie viel man wegen der Erdkrümmung den Standort zum Stern hin bzw. von ihm weg verschieben muss. Der tatsächliche Standort liegt im Schnittpunkt zweier solcher Standlinien und wird oft grafisch – direkt auf der Seekarte – bestimmt. Ein dritter Stern dient als Kontrolle bzw. zur Steigerung der Genauigkeit.
In ihrer nautischen Ausprägung geht die Methode auf Kapitän Thomas Sumner (1807–1876) zurück, der sie 1837 durch Zufall (beim Vergleich verschiedener „Sollhöhen“ von Sternen) auf einer Fahrt von USA nach Schottland entdeckte. Er veröffentlichte seine Erkenntnis erst sechs Jahre später, doch wurde sie bald zur Standardmethode der Astronavigation zur See. Anfänger schaffen etwa 2–5', während ein geübter Beobachter Genauigkeiten von 0,5 bis 1' erreicht, was in Position etwa 1 km entspricht.

### Astrogeodäsie und Erdmessung
Auch die Astrogeodäsie verwendet die Methode, z. B. auf Expeditionen oder zur raschen Orts- und Geoidbestimmung. Messinstrument ist ein Theodolit mit Zenitprisma und eine digitale Stoppuhr, die mit einem präzisen Zeitzeichen (Telefon- oder Funksignal) synchronisiert wird.
Bei mehrfacher Messung der Sterne und rechnerischer (statt grafischer) Auswertung lassen sich ±1 bis 5" erreichen. Kleine systematische Fehler der Höhenwinkel werden unwirksam, wenn mindestens drei Sterne gemessen werden. Bei etwa 5 Sternen steigt die Genauigkeit auf mindestens 1".
Am genauesten wird die Ortsbestimmung, wenn alle Sternmessungen in derselben Zenitdistanz erfolgen. Für diese schon auf Gauß zurückgehende Methode gleicher Höhen wurden zwischen 1955 und 1980 rasche Methoden mit feldtauglichen Prismenastrolabien entwickelt und europaweit für das angestrebte cm-Geoid eingesetzt. Beispielsweise kombiniert das Ni2-Astrolab von Zeiss ein optisches 60°-Prisma mit einem automatischen Nivellier. Aus 15–20 Sterndurchgängen lassen sich die astronomische Breite und Länge in etwa 1 Stunde auf ±0,2" bestimmen. Seit etwa 10 Jahren werden dafür auch CCD-Zenitkameras eingesetzt.

## Sonderfälle
Ein weiterer Sonderfall der Astro-Standlinie ist die Mittagshöhe zur Breitenbestimmung auf See. Aus einigen Sonnenmessungen um die örtliche Mittagszeit wählt man den größten Wert hmax, der dem Höchststand der Sonne genau im Süden entspricht. Die geografische Breite B folgt dann mittels der Sonnendeklination δ direkt (ohne eine zweite Standlinie) aus der Formel:
B = 90° − hmax + δ.
Ähnlich der Höhenstandlinien zu Sternen lassen sich auch Messungen zu Erdsatelliten auswerten. In den Anfangsjahren der Satellitengeodäsie waren dies u. a. Laufzeit- und Richtungsmessungen. Erstere sind heute zum Standard der GPS-Ortung geworden; für letztere entwickelte G. Gerstbach 1973 ein Verfahren, das die genaue Lage einer Satellitenstation durch Ausgleichung zahlreicher Richtungs-Residuen bestimmte.